# Хаш (Иран)
Хаш (перс. خاش‎) — город на юго-востоке Ирана, в провинции Систан и Белуджистан. Административный центр шахрестана Хаш.

## История
16 апреля 2013 года на границе Ирана и Пакистана произошло землетрясение магнитудой 7,8. Эпицентр землетрясения находился близ города Хаш.

## География
Расположен недалеко от границы с Пакистаном, на высоте 1400 м над уровнем моря.

## Население
Население по данным на 2012 год составляет 71 521 человек; по данным на 2006 год оно насчитывало 56 683 человека. Население города представлено главным образом народом белуджи. Наиболее распространённый язык — белуджский.
| 1986   | 1991   | 1996   | 2006   | 2012   |
| ------ | ------ | ------ | ------ | ------ |
| 20 228 | 27 420 | 38 924 | 56 683 | 71 521 |